# Tân Liên, Vĩnh Bảo
Tân Liên là một xã thuộc huyện Vĩnh Bảo, thành phố Hải Phòng, Việt Nam.
Xã Tân Liên có diện tích 4,72 km², dân số năm 1999 là 4963 người, mật độ dân số đạt 1051 người/km².